# Mastino II della Scala
Mastino II Della Scala (Verona, 1308-Verona, 3 de junio de 1351) fue un noble italiano.

## Biografía
Mastino II era miembro de la dinastía Scaligeri, una casa de Verona, por tanto, señor de Verona, hijo de Alboino della Scala y Beatriz de Correggio.
A la muerte de Cangrande I della Scala, él y su hermano, Alberto II della Scala, gobernaron Verona, aunque el poder lo tenía él en sus manos.En la primera parte de su reinado abandonó la política de paz de su padre y conquistó Brescia (1332), Parma (1335) y Lucca (1335).
La política de conquistas de Mastino II llevó a la creación de una liga anti-veronesa compuesta por todas las potencias locales de la época (Florencia, Siena, Bolonia, Perugia y Venecia).
El primer año de guerra, Verona logra resistir pero a partir de 1336 la liga se extendió con Azzone Visconti, señor de Milán, los Este de Ferrara, los Gonzaga de Mantua y los Estados Pontificios.
La enemistad con los Visconti se recrudece a partir de 1332 cuando Lodrisio Visconti, tío de Azzone Visconti, perpetra una conjura para usurpar el título de señor de Milán, que termina con el arresto de Lodrisio; evadido de la prisión de Monza, el usurpador buscó el apoyo de Mastino, que lo ve como un importante aliado capaz de crear un conflicto interno entre los Visconti, uno de sus enemigos más poderosos, pero el 12 de febrero de 1339, la "Compañía de San Jorge" de Lodrisio es derrotada en Parabiago (actual provincia de Milán) por huestes milanesas, esfumándose la posibilidad de debilitar a los Visconti desde dentro.
En 1338 había llegado a matar con sus propias manos a su tío Bartolomé della Scala, obispo de Verona; Mastino II viéndose acorralado, no tuvo más remedio que pedir la paz con la intervención del Emperador Luis IV de Baviera, conservando solamente Verona y Vicenza, mientras el resto se lo repartieron entre los vencedores.
Murió en Verona en 1351. Su tumba se encuentra en los Arche scaligere.

## Descendencia
Mastino se casó con Tadea de Carrara, hija de Jacobo II de Carrara, señor de Mantua, de la cual tuvo siete hijos:
- Verde (?-1394);
- Cangrande II (1332-1359), señor de Verona;
- Beatrice Regina (1333-1384), esposa de Bernabé Visconti, señor de Milán;
- Cansignorio (1340-1375), señor de Verona, junto a su hermano Paolo Alboino;
- Pablo Alboino (1343-1375), señor de Verona, junto a su hermano Cansignorio;
- Catherina (¿?-¿?);
- Altaluna (¿?-¿?).

También tuvo un hijo ilegítimo: Fregnano

## Sucesión
| Predecesor: Cangrande I della Scala (1308-1329) | Señor de Verona y Vicenza 1329 - 1351 | Sucesor: Cangrande II della Scala (1351-1359) |

- Datos: Q773450
- Multimedia: Mastino II della Scala / Q773450